# Сириометр
Сириоме́тр — устаревшая единица длины, применявшаяся в астрономии. Равна одному миллиону астрономических единиц или 149 597 870 700 000 000 метрам (149,6 × 1015 м), или 15,813 светового года, что приблизительно в два раза больше расстояния от Земли до звезды Сириус, в честь которого и названа.
Единица измерения была предложена Уильямом Гершелем и введена в 1911 году шведским астрономом Карлом Шарлье. Основной причиной редкого использования данной величины является популярность парсека и его официальная стандартизация Международным астрономическим союзом в 1922 году. Сириометр перестал использоваться в астрономической литературе около 1930 года.